# عبد الله بن عبد الرحمن بن خالد بن الوليد
عبد الله بن عبد الرحمن بن خالد بن الوليد المخزومي أحد ولاة اليمن في عهد عبد الله بن الزبير، وأقام فيها لمدة عام حتى تم عزله. وأشار إليه الصنعاني في تاريخه، فذكر أنه أحد ولاة اليمن لابن الزبير وأضاف إلى اسمه لقبه المخزومي.

## توليه ولاية اليمن
لما توفي يزيد بن معاوية سنة أربع وستين من الهجرة صار الأمر بعده إلى عبد الله بن الزبير فاستولى على الحجاز والعراق واليمن واستخلف على اليمن عددا من الولاة وقد كان من بينهم عبد الله بن عبد الرحمن بن خالد بن الوليد فأقام مدة ثم عزله.
لا جدال أن عبد الله بن عبد الرحمن أحد ولاة اليمن في عهد ابن الزبير ولكن الخلاف ينصب على سلسلة نسبه فهناك مصادر تحدثت عن ولاة اليمن في عهد عبد الله بن الزبير ذكرت أنه (عبد الله بن عبد الرحمن بن خالد بن الوليد) ومنهم:
- الخزرجي، في كتابه العسجد المسبوك فيمن ولي اليمن من الملوك، ص22.
- الصنعاني، في كتابه تاريخ صنعاء، أضاف بعد الاسم لقبه المخزومي ص29.
- ابن الديبع الشيباني، في كتابه قرة العيون بأخبار اليمن الميمون، ص76.
- الجندي، في كتابه السلوك في طبقات العلماء والملوك، ج1، ص177.

جميعهم ذكروا أن عبد الله هو ابن عبد الرحمن بن خالد بن الوليد وكما ذكرت سابقا بعضهم أضاف اسم قبيلته المخزومي. وقد انفرد ابن الكلبي عندما قال أنه ليس من ولد خالد بن الوليد باعتبار أن عقب خالد قد انقطع، حيث ذكر نسبه كالآتي:《أنه من ولد عبد شمس بن المغيرة ويسمى الأزرق وهو عبد الله بن عبد الرحمن بن الوليد بن عبد شمس بن المغيرة، ولي اليمن لابن الزبير وكان من أجواد العرب، وكان يمدحه أبو دهبل الجمحي》.
وهناك مصادر أخرى قد تناولت أخبار ولاة اليمن لابن الزبير وذكرت عبد الله بن عبد الرحمن.
- فهذا الزبيري يقول: 《الأزرق الهبرزي عبد الله بن عبد الرحمن بن عبد شمس بن المغيرة》،[5] ولكنه لم يذكر أنه كان واليًا على اليمن.
- أما ابن عساكر فذكر: 《أن من ولد خالد بن خزام: المغيرة بن عبد الله بن خالد، وكان شريفا، استعمله عبد الله بن الزبير على ناحية من اليمن》 ثم بعد ذلك يذكر شعر أبي دهبل بحق المغيرة هذا، ثم يقول فولد عبد شمس بن المغيرة بن عبد الله بن عمر بن مخزوم: عبد الرحمن بن الوليد،《 فولد عبد الرحمن بن الوليد: الهبرزي عبد الله الأزرق الذي كان أبو دهبل الجمحي يمدحه》 وذكر أبياتا من شعره، حتى قال: 《قال ابن الزبير (يعني مصعب الزبيري صاحب كتاب نسب قريش): وهلك عبد الله بن الأزرق بتهامة، فرثاه أبو دهبل.》[6] ولكنه أيضاً لم يذكر أنه كان واليا لابن الزبير.

- لقد جاء في ديوان شعر أبي دهبل الجمحي وأخباره الآتي: 《حدثنا الزبير قال حدثنا عمي مصعب بن عبد الله قال: وفد أبو دهبل الجمحي على ابن الأزرق عبد الله بن عبد الرحمن بن عبد شمس بن المغيرة بن عبد الله بن عمر بن مخزوم، وكان عاملاً على {إقليم} الجند فأنكره ورأى منه جفوة ففارقه ومضى إلى عمارة بن عمرو بن حزم وهو عاملاً لعبد الله بن الزبير على حضرموت وقال يمدحه ويعرض بابن الأزرق.》.[7]

- وذكر الأصبهاني عندما تناول خبر الشاعر أبي دهبل الجمحي في كتابه الأغاني حيث قال: 《ولى عبد الله بن الزبير ابناً لسعد بن أبي وقاص يقال له إبراهيم مكان الثبت بن عبد الرحمن بن الوليد الذي يقال له ابن الأزرق فخرج حتى نزل بزبيد، فقال لابن الأزرق: هلم حسابك فقال: مالك عندي حساب ولا بيني وبينك عمل. وخرج متوجهاً إلى مكة، فاستاذنه أبو دهبل في صحبة الوقاصي، فأذن له، فرجع معه حتى إذا دخلوا صنعاء لقيهم بحير بن ريسان في نفر كثير من الفرس وغيرهم. ومضى ابن الأزرق ومعه ما احتمله من أموال اليمن فسار يوماً ثم نزل فضرب رواقه ودعا الناس فأعطاهم ذلك المال حتى لم يبق منه درهم.》.[8]
- ومرة أخرى يشير الأصبهاني إلى هذا الخبر فيقول: 《كان ابن الزبير قد بعث عبد الله بن عبد الرحمن على بعض أعمال اليمن فمد يده إلى أموالها وأعطى أعطية سنية وبث في قريش منها أشياء جزيلة فأثنت عليه قريش، ووفدوا إليه فأسنى لهم العطايا فبلغ ذلك عبد الله بن الزبير فحسده وعزله بإبراهيم بن سعد بن أبي وقاص.》.[9]